# Wasserstand

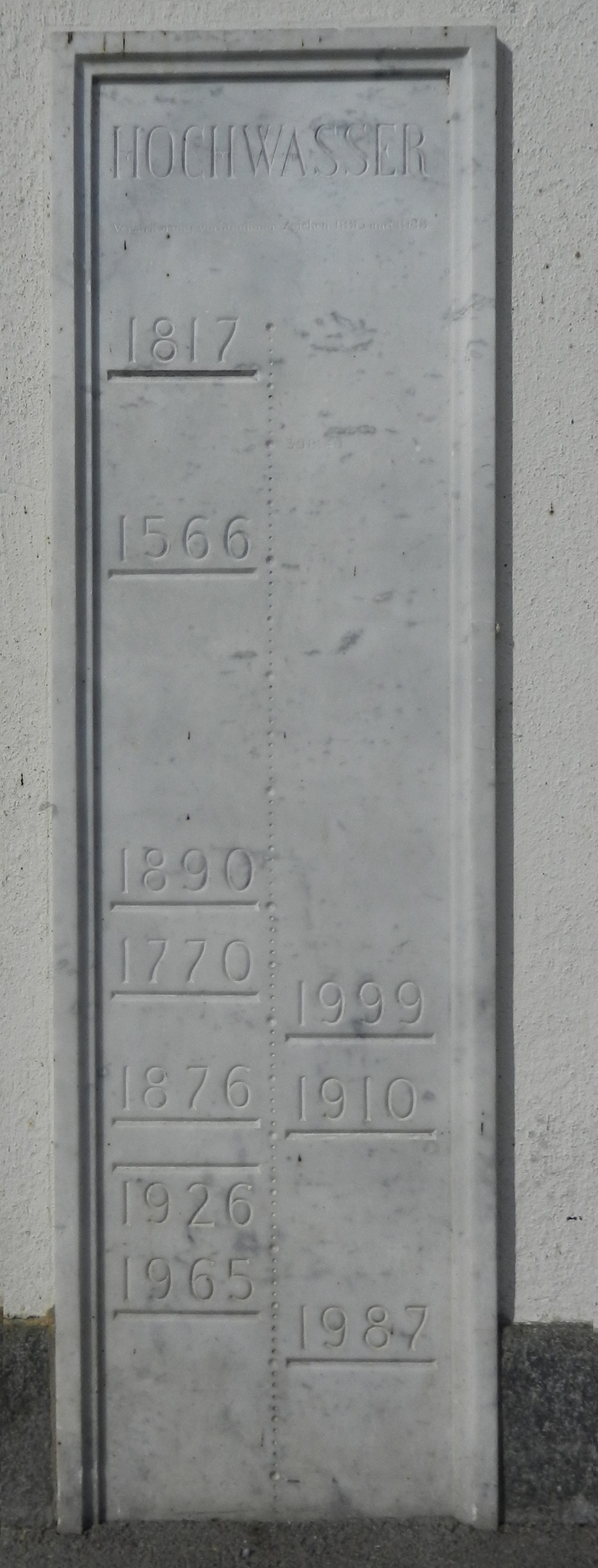
Gedenktafel am Kornhaus in Rorschach zeigt die höchsten je erlebten Wasserstände des Bodensees

Als Wasserstand (WS) wird die Höhe eines natürlichen oder künstlichen Wasserspiegels in Bezug auf eine definierte Marke bezeichnet.

## Bezugshöhe
Als Bezugshöhe für den Wasserstand wird verwendet:
- umgangssprachlich die Höhe über dem Meeresspiegel
- die Gewässersohle (als Wassertiefe)
- für das Meer und offene Gewässer ein willkürlich definierter Pegelnull, der meist deutlich unter den üblichen Wasserständen festgelegt wird, um negative Werte zu vermeiden. Dieser Nullpunkt wird durch Nivellement an die Bezugshöhe der jeweiligen Landesvermessung angeschlossen
- im Wasserbau zur Oberkante einer gewissen Abflusssperre (Wasserstand zu Überströmpunkt, Böschungsoberkante)
- beim Grundwasser die Geländeoberfläche. Es wird als erster Messschritt der Abstand zwischen Grundwasserspiegel und Flurkante/Brunnenoberkante bestimmt (siehe auch Grundwassermessstelle)
- für die Schifffahrt ein Seekartennull
- ein beliebig definierter Festpunkt, zu dem relativ gemessen wird (z. B. ein Mühlpfahl)

## Bezeichnung besonderer Wasserstände
Beschluss der reichsdeutschen Landesstellen für Gewässerkunde über die Bezeichnung der Wasserstands- und Abflusszahlen.
Die vom 17. bis 19. September 1925 in München versammelten Vorstände der reichsdeutschen Landesstellen für Gewässerkunde einigten sich auf folgende noch heute übliche Abkürzungen:
NW, MW, HW
niedrigster / mittlerer / höchster Wasserstand des betrachteten Zeitraums; NW ggf. zu trennen in überhaupt und eisfrei
NQ, MQ, HQ
niedrigste / mittlere / höchste Abflussmenge des betrachteten Zeitraums
NNW
niedrigster überhaupt bekannter Niedrigwasserstand, ggf. zu trennen in überhaupt und eisfrei
NNQ
kleinste überhaupt bekannte Abflussmenge
MNW, MHW
mittlerer niedrigster / höchster Wasserstand des betrachteten Zeitraumes
MNQ, MHQ
mittlere niedrigste / höchste Abflussmenge des betrachteten Zeitraumes
HHW
höchster überhaupt bekannter Wasserstand: Höchstes Hochwasser
HHQ
höchste überhaupt bekannte Abflussmenge
Grenz- und Mittelwerte der Wasserstände (W in cm) und Abflussmengen (Q in m³/s). Ohne Zusatz beziehen sich die Bezeichnungen auf das Jahr.
MNW des Jahres ergibt sich, indem der niedrigste Wasserstand jedes einzelnen Jahres der betrachteten Jahresreihe festgestellt und aus diesen Werten das Mittel genommen wird, ebenso MNQ, indem die kleinste Abflussmenge jedes einzelnen Jahres aufgesucht und aus diesen Werten das Mittel gebildet wird. In entsprechender Weise sind MNW und MNO für einen Monat zu verstehen und in den Ländern, die eine feststehende Einteilung des Jahres in ein Winter- und Sommerhalbjahr haben, auch MNW und MNO des Winters oder des Sommers. Wie Winter und Sommer abgegrenzt sind, muss gesagt werden. Für die Werte MHW und MHQ treten an die Stelle der unteren Grenzwerte die oberen.
Die zu einem der Abkürzungen zusammengehörigen Buchstaben dürfen niemals voneinander getrennt werden. Etwaige Zeitangaben sind, soweit sie nicht aus tabellarischer Anordnung ersichtlich sind, in folgender Weise hinzuzufügen:
Jan. MW 1901/20
Wi. MNW 1901/20
So. MHQ 1901/20
Während die Abkürzung der Monatsnamen und Halbjahre durch einen Punkt kenntlich gemacht wird, werden die Abkürzungen ohne Punkt geschrieben.